# گنوکش
گنوکَش (به انگلیسی: GnuCash) یک نرم‌افزار آزاد برای انجام کارهای مالی شخصی و شرکت‌های کوچک است.